# Malaysisch-osttimoresische Beziehungen
Die Staaten Malaysia und Osttimor unterhalten freundschaftliche Beziehungen.

## Geschichte

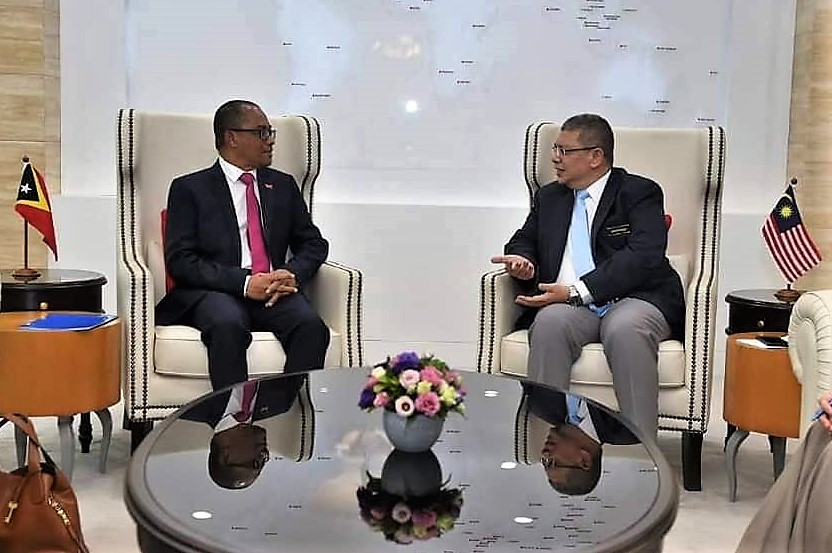
Osttimors Außenminister Dionísio Babo besucht seinen malaysischen Amtskollegen Saifuddin Abdullah (2019)

Die Tetum, die größte Ethnie Osttimors, wanderte, laut eigenen Überlieferungen, im 14. Jahrhundert von Malakka aus nach Timor ein. Malaiisch war bis in das 19. Jahrhundert auf Timor eine wichtige Verkehrssprache, so dass sich auch aus diesem Ursprung Ortsnamen in Osttimor finden lassen.
Unterstützte Malaysia 1975 Indonesien noch bei den Vereinten Nationen bei der Diskussion über die indonesische Besetzung Osttimors, stellte das Königreich einen großen Anteil des Kontingentes an Soldaten und Polizisten bei den UN-Missionen zwischen 1999 und 2012. Generalleutnant Khairuddin Mat Yusof aus Malaysia war militärischer Kommandant der Unterstützungsmission der Vereinten Nationen in Osttimor (UNMISET) von August 2003 bis Mai 2005. Auch entstanden zur Unterstützung Osttimors zu Zeiten der indonesischen Besatzung die Nichtregierungsorganisationen East Timor Information Network und Solidaritas Timor Timur – Malaysia.

## Diplomatie
Osttimor unterhält in Kuala Lumpur seit 2009 eine Botschaft.
Am 13. April 2001 eröffnete Malaysia in Dili ein Verbindungsbüro, aus dem mit der Entlassung Osttimors in die Unabhängigkeit, die erste Botschaft eines ASEAN-Staates im neuen Land wurde.

## Wirtschaft
Malaysia ist Mitglied der ASEAN, der Osttimor beitreten möchte.
Aus Malaysia kamen 2018 Waren im Wert von 12.837.000 US-Dollar nach Osttimor. Damit liegt Brasilien auf Platz 8 der Handelspartner Osttimors. Nach Malaysia gingen von Osttimor Waren im Wert von 63.000 US-Dollar, womit Malaysia auf Platz 19 der Zielländer ist. Kaffee spielte dabei eine untergeordnete Rolle. Zudem gab es von Osttimor nach Malaysia Re-Exporte in Höhe von 639.000 US-Dollar (Platz 5).

## Einreisebestimmungen
Für Osttimoresen gilt in Malaysia Visafreiheit.